# Mercedes Peón

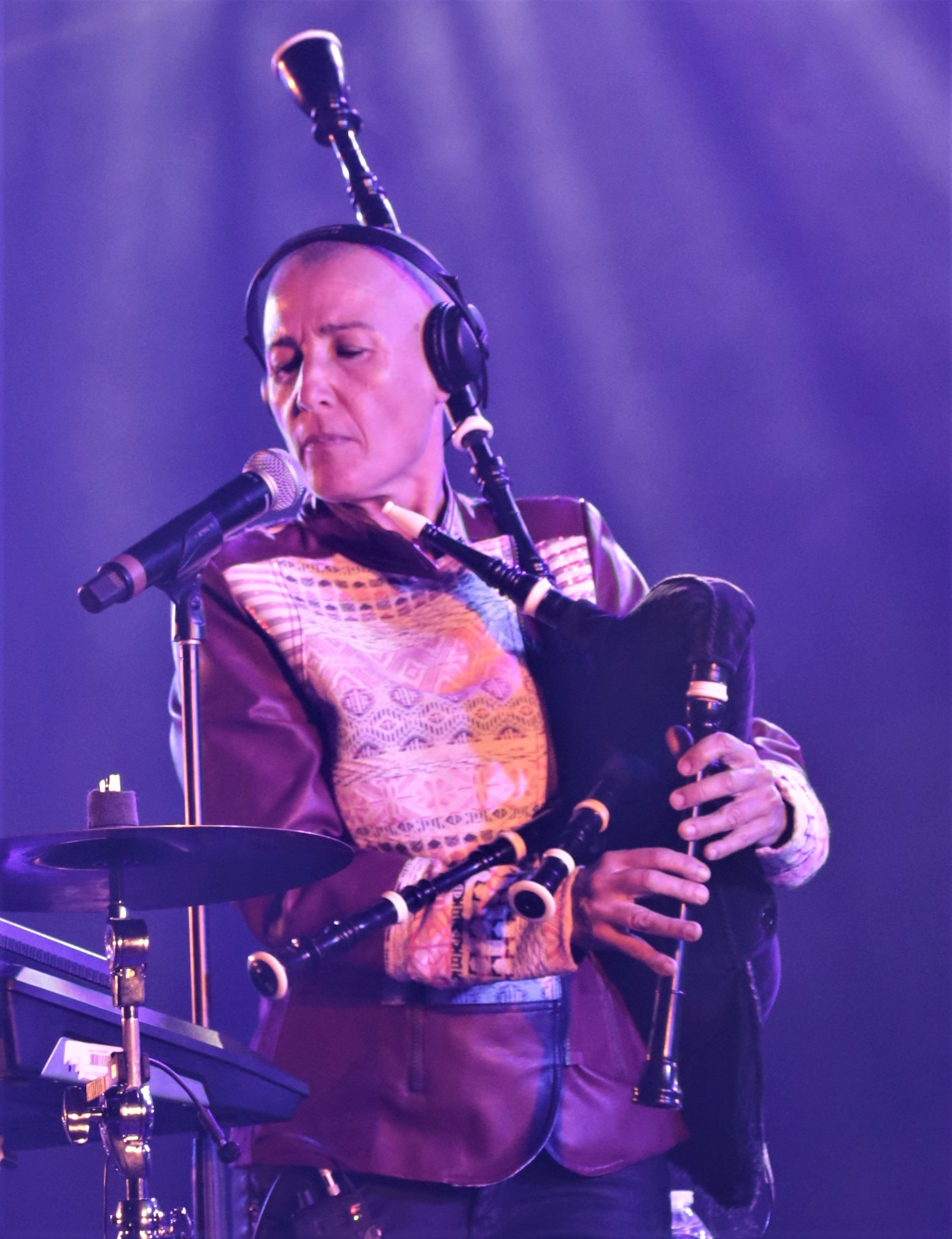

Mercedes Peón Mosteiro (Oza-Cesuras, 1967) es una cantante e instrumentista española, considerada actualmente como una de las voces más importantes de Galicia. Es una cantante reconocida en toda Galicia.

## Trayectoria
A los 13 años escucha a las pandereteras de la Costa de la Muerte, lo que la impulsa cuando tiene 17 años a recorrer las aldeas y pueblos de Galicia, entre ellas la aldea de sus abuelos maternos Oza dos Ríos, recogiendo la música y tradiciones del pueblo gallego para guardarlas y transmitirlas a las nuevas generaciones. Formó parte del grupo folclórico Xacarandaina. A lo largo de 17 años de su vida se dedicó a la enseñanza de la música y el baile tradicionales de Galicia. Se hizo muy popular al presentar una sección en el programa de entretenimiento Luar de la Televisión de Galicia, mostrando sus investigaciones de más de 10 años recorriendo las aldeas gallegas en busca de la tradición oral y las músicas más ancestrales.
Peón en el año 1986 participó en diferentes festivales folclóricos en Checoslovaquia.
"Estuve con grupos folklóricos, todos eran eslavos menos nosotros que éramos de Galicia, con los trajes folklóricos y todo esto y me encantó ya. Lo que pasa es que no tuvieron un contacto con el público tan directo como éste, y bueno... me voy con la boca abierta, maravillada".
Sus primeras grabaciones fueron colaboraciones con otros artistas gallegos como Xosé Manuel Budiño, Os Diplomáticos de Monte-Alto, Alasdair Fraser, Kepa Junquera o con el antiguo grupo de Manu Chao, Mano Negra.
En esa época formó el grupo Ajrú, con el que únicamente grabaría unos temas recogidos en el recopilatorio Naciones Celtas II. Probablemente su tema más popular sea el tema principal de la serie Mareas Vivas de TVG.
En el 2000 da vida a Isué, en el cual da su interpretación personal a los temas que había guardado durante años en su grabadora. La innovación es tan sorprendente que las recompensas llueven dentro y fuera de su país. El tema Isué fue considerado el mejor disco por la revista Folkworld y una nominación a la Mejor Artista del Año en la BBC Radio 3. También se produce un cambio en su look, pues decide raparse al cero y deshacerse de su legendaria melena.
Mercedes Peón participó en dos ediciones del Festival de Ortigueira, en los años 2002 y 2007, asimismo también en la edición del festival Womex de 2010 en Copenhague.

## Discografía

### Isué
El primer disco de Mercedes Peón es Isué (2000), que cuenta con la colaboración de importantes artistas galegos como Xosé Manuel Budiño o Anxo Pintos de Berrogüetto. Los temas de este álbum son:
1. "Isué"
2. "Sombra e Luz"
3. "Non me mires"
4. "Marabilla"
5. "De seu"
6. "Cantar de bois"
7. "Deixa"
8. "Elelé"
9. "Serea"
10. "Adorro"
11. "O mar"

### Ajrú
El segundo es Ajrú (2003):
1. "Neninue"
2. "E xera"
3. "Maria 2"
4. "Ese es ti"
5. "Ajrú (primeira parte)"
6. "Ajrú (segunda parte)"
7. "Nanareggae"
8. "Maria 1"
9. "O meu amigo - Etnica"
10. "Momentos"
11. "Marmuladora"

### Sihá
El tercer disco es Sihá (2007):
1. "Ben linda"
2. "Ingravida"
3. "Aiché"
4. "Carencias"
5. "A mina"
6. "Igualiña que os antigos"
7. "Parala"
8. "Intermezzo"
9. "As ás "
10. "Ajarrate"

## Reconocimientos
Es una de las artistas gallegas más destacadas de los primeros años del siglo XXI. Ha recibido reconocimientos a nivel internacional en el ámbito de la música folk, como son:
- 1990, Premio Especial del Jurado, Festival Cidade Vella de Santiago de Compostela.
- 1990, Premio a la Autenticidad, Festival Cidade Vella de Santiago de Compostela.
- 2000, Premio Artista del Año, concedido por la revista Folkworld.
- 2000, finalista Premio Mejor Artista del Año, premio que otorga BBC Radio 3.
- 2005, Premio Gallega del Año
- 2005, Premio Opinión
- 2008, Premio Nacional de Música, que otorga la Junta de Galicia.[7]